# Ácido 2-amino-5-metoxibenzenossulfônico
Ácido 2-amino-5-metoxibenzenossulfônico é o composto orgânico de fórmula C7H9NO4S e massa molecular 167,16. Apresenta ponto de fusão 148-152 °C. É classificado com o número CAS 6705-03-9.
É intermediário na síntese de diversos corantes.